# НИИ «Масштаб»
Научно-исследовательский институт «Масштаб» — (с 1991 по 2012 год — ФГУП "НИИ «Масштаб», с 2012 по 2015 — ОАО "НИИ «Масштаб», с 2015 года АО "НИИ «Масштаб») — российское предприятие радиоэлектронной отрасли, подведомственное Минпромторгу, основанное в 1991 году на базе ЛНПО «Красная Заря», входит в состав АО "Концерн «Автоматика» Госкорпорации «Ростех». Специализируется на научных исследованиях, разработке технических концепций и высокотехнологичных решений в области телекоммуникаций. Является компанией полного жизненного цикла (НИОКР(R&D), внедрение, обслуживание, сервис и ремонт), которая работает в производственной кооперации с предприятиями радиоэлектронного комплекса Ростеха.

## Направления деятельности
НИИ «Масштаб» занимается разработкой средств связи военного и двойного назначения: маршрутизаторы, межсетевые экраны, системы телефонии, видеоконференцсвязи, унифицированных коммуникаций, платформы виртуализации ИТ- и телекоммуникационной инфраструктуры, системы сетевой диагностики, мониторинга и управления и др.

## История
История компании начинается с 1897 года, когда была основана Петербургская телефонная фабрика (русское акционерное общество «Эриксон и Ко», телефонный завод «Эриксон»), выпускающая телефонные аппараты, коммутаторы, военно-полевые аппараты, приборы для управления огнём корабельной артиллерии и артиллерии береговой обороны.

Телефонный завод «Эриксон» в 1922 году был переименован в Петроградский телефонный завод «Красная Заря». В 1931 году завод первым в Ленинграде был награждён орденом Ленина.
В 1953 году из состава завода «Красная Заря» выделился Научно-исследовательский институт электротехнических устройств (НИИ ЭТУ), основным видом деятельности которого являлось создание технических средств передачи данных и фототелеграфной аппаратуры. Заказчиками указанных средств были войска ПВО, ВМФ, Космические войска. Комплексы технических средств передачи данных, созданные НИИ ЭТУ, «Аракс», «Арагва», «Погода», «Аккорд-СС-ПД», «Аккорд-СС-ПС» и ряд других до настоящего времени находятся на эксплуатации в МО РФ. В 1958 году продукция «Красной зари» отмечена Гран-при на Всемирной выставке в Брюсселе.
К середине 60-х годов завод поставлял продукцию в 40 стран мира, оказывал техническую помощь при строительстве телефонных заводов и обучении специалистов многим друзьям и партнёрам страны. В 1964 году было образовано производственное объединение «Красная Заря», преобразованное в 1972 году в Ленинградское научно-производственное объединение (ЛНПО). В 1972 году НИИ ЭТУ вошёл в состав ЛНПО «Красная Заря» и продолжил свою деятельность в области разработки технических средств и систем передачи данных, речевой, факсимильной и телеграфной информации различных грифов секретности для заказчиков в лице КГБ СССР, Надводные силы ВС РФ, 12 управления МО РФ, Министерства Гражданской авиации, Противовоздушной обороны, Космических войск, Военно-морского флота.
История предприятия как самостоятельного юридического лица начинается в 1991 году, когда на базе подразделений передачи данных ЛНПО «Красная Заря» был сформирован научно-исследовательский институт «Масштаб», сфокусировавшийся в то время на наиболее перспективных и прорывных направлениях в сфере телекоммуникаций — разработке безопасных интернет-технологий, а именно защищенных мультисервисных сетях с пакетной коммутацией специального и двойного назначения, систем сетевого управления и управления безопасностью, а также иных интернет-технологий. С 2012 года в АО "НИИ «Масштаб» функционирует тестовый стенд, реализованный на платформе IXIA для тестирования IP-сетей, телекоммуникационного оборудования и платформ предоставления услуг. Отличительной особенностью стенда является возможность тестирования разрабатываемого оборудования, сетей, различных приложений на соответствие RFC, международным рекомендациям и спецификациям.
В декабре 2012 года в Москве НИИ «Масштаб» был награждён в номинации лучшее научно-исследовательское предприятие в рамках Всероссийского конкурса «100 лучших предприятий и организаций России — 2012».
1 сентября 2014 года при НИИ «Масштаб» открывается базовая магистерская кафедра «Высокопроизводительные телекоммуникационные сети (ВТКС)» Санкт-Петербургского национального исследовательского университета информационных технологий, механики и оптики (СПб НИУ ИТМО). В сентябре 2015 года на факультете Информационных систем и геотехнологий Российского государственного гидрометеорологического университета создана базовая кафедра «Проектирование защищённых телекоммуникационных систем» (ПЗТКС) при АО "НИИ «Масштаб». В мае 2016 года АО «Ростелеком» и «Объединённая приборостроительная корпорация» (ОПК — входит в состав ГК «Ростех») объявили о создании совместного предприятия по производству телекоммуникационного оборудования. Базой для данного предприятия стала компания «Булат», «дочка» российского производителя оборудования связи Qtech. Входящий в состав ОПК НИИ «Масштаб» получил 37,5 % акций компании «Булат». 21 сентября 2018 года «Академия цифровых технологий» и НИИ «Масштаб» заключили соглашение об оснащении учебных классов телекоммуникационным оборудованием, разработанным Институтом, и об участии в подготовке образовательной программы по информационной безопасности для младших и средних классов.

### Основные достижения
- Система передачи данных (СПД) «Погода» (1967—1975 гг.) (Гидрометслужба СССР) — выставлялась на ВДНХ СССР.
- Система специальной связи «Исток» (1979—2018 гг.) (КГБ СССР — ФАПСИ — ФСО) уже несколько десятилетий функционирует в ФСО, является межгосударственной системой[13][14].
- Система обмена данными (СОД) автоматизированной системы обмена информацией (АСОИ) «Простор-Р» (1995—2006) (Космические войска) — это первая в Министерстве обороны сеть, построенная по технологии пакетной коммутации, принята в эксплуатацию[15][16].
- Облачная платформа ECP Veil (c 2015 года) — система виртуализации IT-инфраструктуры предприятия. Внесена в единый реестр российских программ для электронных вычислительных машин и баз данных (ЕРРП)[17].
- Система видеоконференцсвязи IVA AVES S (с 2017 года) — разработанная на платформе IVA MCU совместно с НТЦ «ХайТэк»[18] комплексная защищенная (возможность обработки информации до грифа «СС» включительно) система унифицированных онлайн-коммуникаций для бизнеса (B2B, B2G). Система работает на предприятиях радиоэлектронного кластера Ростеха и в самой госкорпорации[19][20].

### Генеральные директора
- Давыдов Евгений Борисович (1991—2008)[21]
- Давыдов Александр Евгеньевич (2008 — 02.2013)[22][23]
- Эскин Сергей Олегович (02.2013 — 09.2013)
- Смирнов Павел Игоревич (с 12.2013 по н.в.)[24]

## Награды
За разработку и внедрение системы специальной связи «Исток» были присуждены государственные награды — лауреатами Ленинской премии стали главные конструктора (ГК) системы Давыдов Е. Б., Петрович В. И., Баранов Ю. М., Лауреатами Государственной премии СССР стали Антошевский В. С., Воробьев С. П., Добрицкий И. Б., Плешко Б. С., медалями правительства награждены 23 сотрудника предприятия.
Коллектив разработчиков был награждён золотыми, серебряными и бронзовыми медалями на ВДНХ СССР за СПД «Погода», а также был выдвинут и на Государственную премию СССР. За достижения в развитии радиоэлектроники и средств связи знаком «Почётный радист», медалью имени Министра радиопромышленности СССР В. И. Шимко в разные годы награждены сотрудники предприятия.

## Взаимодействие с ВУЗами
В мае 2014 года в Санкт-Петербургском национальном исследовательском университете информационных технологий, механики и оптики (СПб НИУ ИТМО) на факультете «Компьютерных технологий и управления» была создана базовая магистерская кафедра «Высокопроизводительные телекоммуникационные сети», позднее в 2016 открыта магистерская программа «Технологии разработки телекоммуникационных систем». В 2017 году был произведён переход на сетевую форму реализации части корпоративной образовательной программы магистратуры с обеспечением специализации «Телекоммуникационные системы».
Летом 2015 г. в Российском государственном гидрометеорологическом университете (РГГМУ) на факультете «Информационных систем и геотехнологий» была создана базовая кафедра «Проектирование защищённых телекоммуникационных систем» в рамках подготовки специалистов по специальности 10.05.02 «Информационная безопасность телекоммуникационных систем».
На конец 2018 года НИИ «Масштаб» обеспечивает подготовку 16 магистров, 1 аспиранта и порядка 60 студентов 3, 4 и 5 курсов. Образовательный процесс построен в форме проведения специализированных дисциплин, организации практик различного вида и научном руководстве выпускных и научных квалификационных работ. Так же ведётся активная научная работа, совместное участие в международных научно-практических конференциях и публикации в научных журналах.